# Károly Sinka
Károly Sinka (n. 28 septembrie 1934, București, România – d. 2 martie 2007, Seghedin, Ungaria) a fost un actor, regizor de teatru, traducător și dramaturg maghiar originar din România.
A făcut parte din trupele Teatrului Maghiar de Stat din Timișoara (1956-1957, 1965-1990) și Teatrului Secuiesc din Târgu Mureș (1957-1965), iar în anul 1990 a emigrat în Ungaria, unde a jucat pe scena Teatrului Național din Seghedin. A regizat, de asemenea, mai multe spectacole teatrale, a fost profesor la Institutul de Teatru „Szentgyörgyi István” din Târgu Mureș (1957-1965) și a îndeplinit funcția de director al Teatrului Maghiar de Stat din Timișoara (1965-1990).

## Biografie

### Studii
S-a născut la 28 septembrie 1934 în orașul București, capitala României, din părinți de etnie secuiască. Mai mulți secui din Transilvania migraseră în Vechiul Regat după Unirea Transilvaniei cu România în căutarea unei vieți mai bune și formaseră colonii maghiare în orașele românești cu o economie dezvoltată. Părinții lui au plecat la sfârșitul anilor 1920, independent unul de celălalt, pentru a obține un trai mai bun la București și s-au cunoscut acolo, iar mai târziu s-au căsătorit. Micul Károly a locuit șase ani în capitala României. În 1940 familia Sinka s-a întors în Transilvania și s-a stabilit în orașul Covasna, care fusese anexat recent Ungariei în urma Dictatului de la Viena și unde locuiau bunicii paterni ai lui Károly. Tatăl lui a fost mobilizat în Armata Ungariei și a murit în timpul războiului. Două profesoare au avut o influență mare în anii 1940 în alegerea viitoarei profesii a lui Károly Sinka: Tompa Lászlóné, care l-a învățat multe poezii și balade maghiare, și Havadtői Sándorné, care l-a îndrumat către bibliotecă, unde a găsit piesele lui Shakespeare și Ibsen, și i-a explicat semnificația acestora.
Károly Sinka a urmat studii la Liceul din Târgu Secuiesc, unde a început să joace în piese de teatru cu tematică religioasă, și apoi la Colegiul Mikó din Sfântu Gheorghe (1948-1952). După înființarea Teatrului Popular Maghiar de Stat din Sfântu Gheorghe de către András Bokor în 1948, se simțea lipsa actorilor și a figuranților. Sinka a obținut un prim rol de figurant într-o piesă de Lope de Vega, atunci când avea 14 ani, și a jucat apoi în alte două drame sovietice: Bulgărele de zăpadă și Tânăra gardă. I-a cunoscut atunci pe tinerii actori Károly Lavotta, Zoltán Vadász, Erzsébet Lázár, László Földes și György Barkó, care i-au încurajat pe tinerii figuranți să devină actori. Un grup de profesori de la Institutul de Teatru „Szentgyörgyi István” din Cluj, în frunte cu rectorul Lajos Nagy Kőmíves, i-au descoperit talentul actoricesc la un concurs de căutare a talentelor din zonele secuiești și i-au recomandat să se înscrie la cursurile organizate de institut.
În ciuda dorinței familiei ca el să devină medic, Károly Sinka s-a înscris în 1952 la cursurile cu predare în limba maghiară ale Institutului de Teatru „Szentgyörgyi István” din Târgu Mureș, pe care le-a absolvit în 1956, avându-i ca profesori pe Ferenc Delly, Ernő Szabó, Miklós Tompa, György Kovács, Lajos Szabó, Lili Poór, Endre Senkálszky și Nóra Tessitori. Colegii săi de promoție au fost Ingeborg Adleff, Ferenc Fábián, Lajos Szabó și Katalin Török.

### Cariera profesională
Majoritatea actorilor promoției sale (cu excepția lui Katalin Török, care a ajuns la Teatrul Maghiar de Stat din Satu Mare) au fost repartizați ca actori la Teatrul Maghiar de Stat din Timișoara, care fusese reînființat în 1953. Sinka a obținut premiul I pentru interpretarea rolului titular din piesa Montserrat de Emmanuel Roblès (pusă în scenă de regizorul János Taub) la decada tinerilor interpreți din 1957, dovedind, potrivit criticului Florian Potra, „prestanță și vigoare fizică” prin faptul că „s-a mișcat cu siguranță, a răspuns încordat în momentele de tensiune, s-a consumat cu sinceritate în scenele de introspecție, a știut să strige sau să șoptească la timpul potrivit”. În același an s-a transferat la Târgu Mureș, unde, pe parcursul următorilor opt ani (1957-1965), a fost actor la Teatrul Secuiesc și profesor de tehnica vorbirii la Institutul de Teatru „Szentgyörgyi István”.
A revenit în anul 1965 la Timișoara, unde a jucat ca actor în următorii 25 de ani și a îndeplinit funcția de director al Teatrului Maghiar de Stat. În acei ani a jucat de mai multe ori ca actor invitat pe scenele Teatrului Maghiar de Stat din Cluj, Teatrului Național din Timișoara (în spectacole în limba română) și Teatrului Cetății din Gyula (Kőmíves Kelemenné – 1978 și Homokzsák, avagy nevetni könnyebb – 1979). A fost un invitat frecvent al emisiunilor în limbile maghiară și română ale Televiziunii Române și a jucat în filmul maghiar de televiziune Anyám könnyű álmot ígér (1979) după romanul omonim al lui András Sütő.
Teatrul Maghiar din Timișoara a traversat vremuri dificile în cei 25 de ani de directorat ai lui Károly Sinka. Au fost organizate în cursul anului 1974 câteva sondaje sociologice cu 2.000 de subiecți, încercând să se identifice componența, pregătirea și preferințele publicului, iar rezultatele obținute (printre care o componență majoritară a spectatorilor formată din muncitori) au impus orientarea către o politică repertorială de teatru popular. Repertoriul a trebuit adaptat cerințelor impuse de regimul comunist și a conținut atât capodopere clasice și recente ale dramaturgiei maghiare și universale, cât și creații dramaturgice realist socialiste. Numărul pieselor jucate în premieră absolută în prima jumătate a anilor 1970 pe scena Teatrului Maghiar din Timișoara a fost de trei ori mai mare decât numărul pieselor de dinainte de 1970. În repertoriul teatrului și-au găsit loc opere importante ale dramaturgiei maghiare scrise de Károly Kisfaludy, Ede Szigligeti, Mór Jókai, Zsigmond Móricz, Ferenc Molnár, Jenő Heltai, Lajos Barta, Áron Tamási, Imre Farkas, András Sütő, György Méhes, János Székely, István Kocsis etc. În plus, au fost puse periodic în scenă spectacole de cabaret sau operete, furnizând publicului un divertisment variat și de înaltă calitate. Au fost organizate periodic turnee în orașe învecinate Arad, Lugoj și Reșița.
Pe lângă îmbunătățirea repertoriului, Sinka a reorganizat și împrospătat trupa, atrăgând câțiva actori experimentați la Timișoara și invitând periodic regizori importanți precum Ottó Rappaport, Constantin Anatol, János Taub, Miklós Tompa, Mihai Berechet, Ferenc Kovács, Béla Horváth, János Márton, Ferenc Sík sau Péter Tömöry. Trupa timișoreană, deși tânără și neexperimentată, a devenit tot mai cunoscută și mai apreciată în anii 1970, dar s-a confruntat, la fel ca toate teatrele din România, cu un declin accentuat în cursul anilor 1980, din cauza restrângerilor drastice a cheltuielilor. Criticul teatral Constantin Paraschivescu reproșa, cu toate acestea, într-o cronică publicată în 1973, că membrii trupei dovedeau un anumit grad de diletantism, nereușind să stăpânească un repertoriu variat de roluri, și că se simțea lipsa unui regizor cu calități pedagogice precum János Taub. Sinka a trebuit adesea să îndure umilințe și compromisuri și să-i lingușească pe conducătorii comuniști ai epocii pentru ca activitatea teatrală în limba maghiară de la Timișoara să poată continua.
În ianuarie 1983, cu prilejul aniversării a 65 de ani de viață și 50 de ani de „activitate revoluționară” ai președintelui comunist Nicolae Ceaușescu, Károly Sinka a scris un articol omagial pentru revista Teatrul în care declara că se consideră „la fel ca toți fiii României socialiste, [...] un om al muncii, profund implicat în efortul general de înscriere a patriei noastre pe drumul socialismului, către comunism” și susținea că artiștii de teatru își desfășoară activitatea „într-un climat al autenticei libertăți de gîndire și exprimare, într-un climat al angajării militante”, care nu ar fi fost posibil „fără preocuparea permanentă, fără îndrumarea competentă a președintelui republicii, secretarul general al partidului, tovarășul Nicolae Ceaușescu, [...] personalitate care-și pune pecetea de neșters pe epoca noastră”, în timpul căruia „cultura socialistă a cunoscut o dezvoltare fără precedent, marcată de realizări deosebite”. El lăuda, cu acest prilej, Partidul Comunist Român pentru că „a găsit căile cele mai fericite pentru soluționarea problemei naționale astfel încît, indiferent de limba pe care o vorbim, indiferent de naționalitatea căreia îi aparținem, sîntem, deopotrivă, constructori ai societății socialiste românești, cu aceleași drepturi și cu aceleași îndatoriri”.

### Emigrarea în Ungaria și moartea
Revoluția Română din 1989 a deschis noi perspective în viața Teatrului Maghiar din Timișoara: Károly Sinka a fost destituit și înlocuit cu un directorat provizoriu format din Péter Dukász, György Koczka și Lajos Makra, iar numele teatrului a fost schimbat în Teatrul de Stat „Csiky Gergely”. Károly Sinka a emigrat în anul 1990 în Ungaria, unde a lucrat ca actor și regizor la Teatrul Național din Seghedin. În același timp, a apărut și în spectacolele organizate de Atelierul de Teatru „Forrás” și de Teatrul din Pivniță (Pinceszínházban) din Szeged, printre care Casanova de Sándor Márai și Mario și vrăjitorul de Thomas Mann. A fost căsătorit cu Mária Sinka cu care a avut trei copii: Zsuzsanna, Melinda și Zoltán.
În ultimii săi ani de viață a suferit de o boală incurabilă, dar părea că a reușit să o învingă. Károly Sinka a murit pe 2 martie 2007 în orașul Seghedin din Ungaria. Ceremonia sa funerară a avut loc pe 7 martie 2007 în Catedrala romano-catolică din Seghedin⁠(en)[traduceți]. Cenușa lui este păstrată în cripta catedralei.

## Activitatea artistică

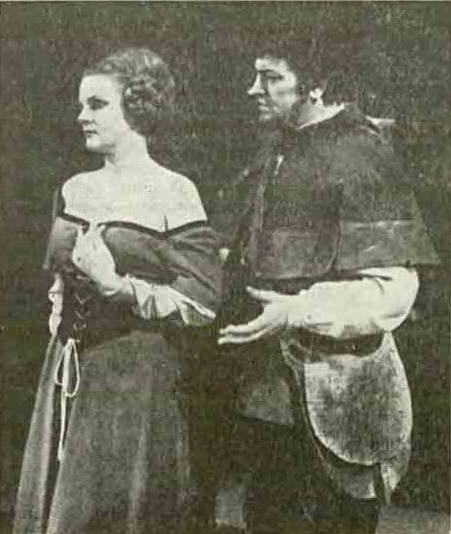
Erzsébet Kiss (Anna) și Károly Sinka (Márton Sípos) în drama Fluierașul fermecat de György Csávossy (1973)

Károly Sinka a desfășurat o bogată activitate ca actor de teatru, având un spirit comic dezvoltat, imprimând greutate rolurilor sale și putând susține povara unui întreg spectacol. A interpretat roluri importante din dramaturgia maghiară și universală precum Montserrat din piesa omonimă a lui Emmanuel Roblès, Cassio din Othello de William Shakespeare, Christian de Neuvillette din Cyrano de Bergerac de Edmond Rostand, Gerry din Libikóka de William Gibson, Mick din Îngrijitorul de Harold Pinter, Ivanov din piesa omonimă a lui Cehov și Vladimir Benda din După pauză vine războiul de Oldrich Daněk. A regizat, de asemenea, mai multe spectacole teatrale printre care Cavalerul mut de Jenő Heltai și Omul care aduce ploaia de Richard Nash. Spectacolele regizate de el au fost distinse cu numeroase premii la festivalurile naționale de teatru. A tradus în limba maghiară unele piese de teatru care au fost reprezentate apoi pe scenă.
În plus, el a jucat în vreo zece filme de cinema, printre care filmele românești Pe aici nu se trece (1975), Prin cenușa imperiului (1976), Plecarea Vlașinilor (1983) și Întoarcerea Vlașinilor (1984) și filmele ungurești A trombitás (1978), A ménesgazda (1978) și Áramütés (1979). A ținut prelegeri și a citat poezii. Un recital de versuri din operele poeților clasici maghiari a fost înregistrat pe discul LP Mi dolgunk a világon? („Ce facem pe lume?”), care a fost lansat în 1980 de compania Electrecord din București.
Sarcinile administrative și artistice i-au ocupat mult timp și i-au consumat nervi și energie, iar Károly Sinka a lipsit deseori de la repetiții și făcea mari eforturi pentru învățarea textului. Experiența și abilitățile sale de improvizație nu l-au ajutat întotdeauna, iar uneori a avut parte de eșecuri. Cu toate acestea, criticul de artă maghiar transilvănean János Szekernyés îl considera „un actor adevărat, în care talentul artistic multilateral, aspectul atrăgător, lejeritatea necesară transformării perpetue și un înalt grad de cunoștințe profesionale se completează armonios”.

## Spectacole teatrale

### Actor
- Seară de spectacol-lectură (Irodalmi est, 1958)
- Aleksei Arbuzov: Poveste din Irkutsk — Serghei
- Aurel Baranga: Adam și Eva — Adam
- Aurel Baranga: Arcul de triumf — soldatul sovietic
- Aurel Baranga: Sfântul Mitică Blajinul — Ion Cristea
- Lajos H. Barta: Balkánember — bunicul
- Sándor Bródy: Învățătoarea — István Nagy Jr. / muzicianul
- I.L. Caragiale: D-ale carnavalului — Nae Girimea, frizer
- Anton Cehov: Ivanov — Ivanov
- Anton Cehov: Unchiul Vania — doctorul Mihail Astrov
- György Csávossy: Fluierașul fermecat — Márton Sípos
- Oldrich Daněk: După pauză vine războiul — Vladimir Benda
- Imre Dobozy: Caporalul și ceilalți — Erdész
- Balázs Galkó: Válás Veronában — unchiul
- William Gibson: Libikóka — Gerry
- Aleksandr Gladkov: Revelion — Alioșa, elev aviator
- Carlo Goldoni: O întâmplare ciudată — De La Cotterie, general-locotenent francez
- James Gow – Arnaud D'Usseau: Rădăcini adânci — Brett Charles, militar negru
- Jaroslav Hašek – E. F. Burian: Soldatul Svejk — părintele Katz
- Jenő Heltai: Cavalerul mut — Péter Agárdi, erou maghiar
- Henrik Ibsen: Peer Gynt — Peer Gynt
- Gyula Illyés: Homokzsák, avagy nevetni könnyebb — medicul
- Bruno Jasieński: Balul manechinelor — Devignard
- József Katona: Banul Bánk — banul Bánk, palatin al Ungariei
- György Kovács – Eugen Mirea: Ultimul tren — medicul Marius Pop
- Károly Kós: Budai Nagy Antal — contele sas Gotfrid din Sibiu / supraveghetor servitori
- Miroslav Krleža: Stimații domni Glembay — Leone
- Félix Lope de Vega: Câinele grădinarului — Teodoro
- Horia Lovinescu: Citadela sfărâmată — Petru, fiul lui Grigore Dragomirescu
- Horia Lovinescu: Febre — Toma
- Thomas Mann: Mario și vrăjitorul — dl Angiolieri
- Sándor Márai: Casanova — contele de Parma
- Arthur Miller: Vrăjitoarele din Salem — Francis Nurse
- Alexandru Mirodan: Ziariștii — Brânduș, redactor
- Ferenc Molnár: Pantofi de sticlă — medicul poliției
- Ferenc Molnár: Úri divat — bătrânul
- Eugene O'Neill: Lungul drum al zilei către noapte — Driscoll / hoinarul
- Jan Otčenášek: Romeo, Julieta și întunericul — Paul
- Harold Pinter: Îngrijitorul — Mick
- John Boynton Priestley: Scandaloasa legătură dintre domnul Kettle și doamna Moon — dr. Grenock
- Emmanuel Roblès: Montserrat — Montserrat
- Edmond Rostand: Cyrano de Bergerac — Christian de Neuvillette
- Imre Sarkadi: Septembrie — Pali
- István Sárospataki: Kőmíves Kelemenné — Kelemen Kőmíves
- William Shakespeare: Îmblânzirea scorpiei — Lucentio, fiul lui Vincentio
- William Shakespeare: Othello — Michael Cassio, locotenentul lui Othello
- William Shakespeare: Richard al II-lea — Richard al II-lea
- William Shakespeare: Romeo și Julieta — Romeo
- George Bernard Shaw: Pygmalion — Higgins
- George Bernard Shaw: Sfânta Ioana — Ladvenu
- Virgil Stoenescu: Scrisori de dragoste — Radu Voinea
- András Sütő: Aripă de rândunică — József (Jóska) Demeter, agronom la G.A.C. „Spicul roșu”
- András Sütő: Un leagăn pe cer — scriitorul
- Lajos Szabó: Cuibul familiei — Zoltán Molnár
- Lajos Szabó: Refugiul — șoferul Vajda
- János Székely: Minciună milostivă — dr. Péter Lukácsy
- Constantin Teodoru: Partea leului — inginerul Sava
- Konstantin Treniov: Liceenii — Viktor, fiul lui Iugov
- Peter Ustinov: Soldatul necunoscut și soția — arhiepiscopul
- Aleksandr Vampilov: Vara trecută la Ciulimsk — Samanov
- Vsevolod Vișnevski: Tragedia optimistă — Vajnonnen, marinar finlandez
- Friedrich Wolf: Profesorul Mamlock — Ernst

### Regizor
- Jó mulatást! (spectacol de varietăți muzical-umoristic)
- Károly Bakonyi: Magnatul Miska
- Aurel Baranga: Adam și Eva
- Imre Farkas: Az iglói diákok
- Jenő Heltai: Cavalerul mut
- Ionel Hristea: O singură viață
- László Kiss: Kutyavásár
- György Koczka: A művész ne legyen fuvola
- Menyhért Lakatos: Átok és szerelem
- Ferenc Martos: Baroneasa Lili
- György Méhes: 33 de scrisori anonime
- Kálmán Mikszáth: Pățania băiatului Noszty cu Toth Mari
- Ion Minulescu: Allegro, ma non troppo
- Richard Nash: Omul care aduce ploaia
- Sean O'Casey: Bíbor por
- Titus Popovici: Passacaglia
- Ruzante: Egy kikapós menyecske története
- Friedrich Schiller: Intrigă și iubire
- Lajos Szabó: Fidelitate
- János Székely: Minciună milostivă
- Áron Tamási: Pasărea cântătoare

## Filmografie
- Jelenidő (Ungaria, 1972)
- Harmadik nekifutás (Ungaria, 1973)
- Itt nem lehet átmenni (Ungaria, 1974)
- Pe aici nu se trece (1975) — notarul comunei Teișani
- Prin cenușa imperiului (1976) — ofițerul german
- A trombitás (Ungaria, 1978) — noul comandant
- A ménesgazda (Ungaria, 1978) — Scóbert
- Áramütés (Ungaria, 1979)
- Anyám könnyű álmot ígér (film TV, Ungaria, 1979)
- Plecarea Vlașinilor (1983) — feldwebelul Janek, ofițer austriac
- Întoarcerea Vlașinilor (1984) — feldwebelul Janek, ofițer austriac
- Momentul adevărului (1989) — Szabó

## Discuri
- Mi dolgunk a világon? („Ce facem pe lume?”, disc LP, Electrecord, București, 1980)

## Traduceri
- Ionel Hristea, Egyetlen élet („O singură viață”), reprezentată în premieră de András Hunyadi pe scena Teatrului de Stat din Târgu Mureș la 22 februarie 1965
- Robert Thomas, Nyolc nő („Opt femei”), reprezentată în premieră de Sorin Grigorescu pe scena Teatrului de Stat din Târgu Mureș la 27 februarie 1965

## Scrieri

### Articole
- „Ancheta noastră: Stagiunea '74 - '75 - Ne dorim un teatru popular Arhivat în 26 august 2022, la Wayback Machine.”, în revista Teatrul, anul XIX, nr. 9, septembrie 1974, pp. 42–43.
- „Propagarea și valorificarea creației originale Arhivat în 25 august 2022, la Wayback Machine.”, în revista Teatrul, anul XXI, nr. 6, iunie 1976, pp. 10–11.
- „Dramaturgia actuală, văzută de aproape. [Răspuns la ancheta...]”, în ziarul Orizont, anul XXXVI, nr. 45, 8 noiembrie 1985, p. 5.

## Distincții
- Ordinul Meritul Cultural clasa a V-a (6 noiembrie 1967) „pentru merite deosebite în domeniul artei dramatice”[20]